# کینویو تاناکا
کینویو تاناکا (انگلیسی: Kinuyo Tanaka; ۲۹ نوامبر ۱۹۰۹ – ۲۱ مارس ۱۹۷۷) هنرپیشه و کارگردان اهل ژاپن بود. وی بین سال‌های ۱۹۲۴ تا ۱۹۷۶ میلادی فعالیت می‌کرد. تاناکا برنده جایزه فیلم ماینیچی برای بهترین بازیگر زن و خرس نقره‌ای برای بهترین بازیگر زن شد.

## گزیده فیلمشناسی

### بازیگری
- ۱۹۳۳: زن اهل توکیو به کارگردانی یاسوجیرو اوزو
- ۱۹۳۳: دختر تله‌انداز به کارگردانی یاسوجیرو اوزو
- ۱۹۴۴: ارتش به کارگردانی کیسوکه کینوشیتا
- ۱۹۴۸: اوتامورا و پنج زنش به کارگردانی کنجی میزوگوچی
- ۱۹۴۸: مرغی در باد به کارگردانی یاسوجیرو اوزو
- ۱۹۴۹: شعله عشق من به کارگردانی کنجی میزوگوچی
- ۱۹۵۰: خواهران مونکاتا به کارگردانی یاسوجیرو اوزو
- ۱۹۵۲: زندگی اوهارو به کارگردانی کنجی میزوگوچی
- ۱۹۵۲: مادر به کارگردانی میکیو ناروسه
- ۱۹۵۳: اوگتسو مونوگاتاری به کارگردانی کنجی میزوگوچی
- ۱۹۵۴: سانشوی مباشر به کارگردانی کنجی میزوگوچی
- ۱۹۵۸: گل بهاری به کارگردانی یاسوجیرو اوزو
- ۱۹۵۸: تصنیف نارایاما به کارگردانی کیسوکه کینوشیتا
- ۱۹۶۰: برادر او به کارگردانی کن ایچیکاوا
- ۱۹۶۵: ریش‌قرمز به کارگردانی آکیرا کوروساوا

### کارگردانی
- ۱۹۵۳: نامه عاشقانه